# 敘利亞革命勝利宣告會議
敘利亞革命勝利宣告會議（阿拉伯语：مؤتمر إعلان انتصار الثورة السورية）於2025年1月29日在敘利亞大馬士革舉行，是敘利亞內戰結束後的首場重要政治會議，旨在確立新政府的施政方向與權力基礎。該會議由沙姆解放組織主導的第一屆敘利亞過渡政府召集，並由其領袖艾哈邁德·沙拉主持，與會者包括各主要武裝派別的指揮官及新政府高層官員，惟敘利亞民主力量、南方作戰室和蘇韋達的武裝派系並未受邀參加。會議宣佈敘利亞革命取得勝利，任命艾哈邁德·沙拉為敘利亞總統，並確立過渡時期的施政方針，標誌著前總統巴沙爾·阿薩德的政權正式結束。

## 背景
2024年12月8日，敘利亞反對派武裝發動大規模攻勢，成功攻佔大馬士革，並迫使巴沙爾·阿薩德出逃。該攻勢由沙姆解放組織主導，並獲敘利亞國民軍等反對派武裝支持，標誌著長達13年的敘利亞內戰進入結束階段。隨著阿薩德政權瓦解，敘利亞新政府面臨治理挑戰，包括維持社會穩定、填補權力真空、建立國家機構，以及獲取國際承認。
會議的召開，被視為新政府在戰後重建過程中的關鍵一步。由於缺乏全國代表機制，原本應由「全國大會」決定的事項，最終由該會議直接處理。18支反對派各武裝派系已達成共識，決定解散自身組織，併入新政府控制的軍隊，這一進展為新政權的合法性提供基礎，而部分地區的武裝勢力則未參與此次整合，包括敘利亞民主力量、南方作戰室和蘇韋達的武裝派系。此外，會議召開時，聯合國秘書長敘利亞問題特使裴凱儒正在大馬士革，準備向聯合國安全理事會報告敘利亞局勢。新政府視聯合國對敘利亞內政的干預為對國家主權的侵犯，因此強調所有政治革命機構，包括參與聯合國斡旋談判的「敘利亞談判委員會」，均應解散。

## 會議內容
會議期間，敘利亞事實上的領導人艾哈邁德·沙拉發表演說，宣示新政府的施政重點，包括填補權力真空、維持社會和平、建立國家機構、推動經濟發展，以及恢復敘利亞的國際與區域地位。此外，軍事行動管理部發言人哈桑·阿卜杜·加尼上校宣讀一系列決策，涵蓋憲政、軍事、安全與政治改革等領域。
新政府宣佈12月8日，即阿薩德政權垮台的日子為國慶日、廢除《2012年敘利亞復興黨憲法》、暫停所有特殊法規，並解散前政權的人民議會及其附屬機構。同時，原敘利亞阿拉伯武裝部隊正式解散，新政府將建立一支「以國家為基礎」的軍隊，以取代過去由復興黨控制的武裝力量。此外，前政權的安全機構及其所屬民兵組織亦被廢除，取而代之的是新政府所設立的國家安全機構，負責維護公民安全。
在政治層面，會議決定解散敘利亞復興黨及全國進步陣線的所有成員政黨，並禁止其改名重組。此外，所有武裝派別與革命組織將被解散，並併入國家機構，以確保政權的統一性。艾哈邁德·沙拉被任命為過渡時期的敘利亞總統，並獲授權以「敘利亞阿拉伯共和國領導人」的身份參與國際事務，同時組建「臨時立法委員會」，負責監督過渡期治理，直至新《敘利亞憲法》正式生效。根據其聲明，新憲法的起草將需時三年，並計劃於第四年舉行選舉。
與會代表包括多名敘利亞反對派武裝與政治領袖，其中包括自由沙姆人伊斯蘭運動總司令兼大馬士革農村省省長阿梅爾·謝赫、蘇庫爾沙姆旅指揮官兼伊德利卜省省長艾哈邁德·伊薩·謝赫、沙姆陣線總司令兼阿勒頗省省長阿扎姆·加里卜、敘利亞國民軍總司令兼參謀長法德拉拉·哈吉，以及其他數名來自敘利亞國民軍的領導人、哈姆扎師領導人賽義夫·阿布·巴克爾、蘇丹蘇萊曼沙阿師領導人穆罕默德·賈西姆、敘利亞自由軍指揮官薩利姆·圖爾基·安特里、伊斯蘭解放陣線指揮官阿布·哈特姆·沙克拉及伊扎軍指揮官賈米勒·薩利赫等。
沙拉在其被任命為敘利亞總統後，發表五分鐘的演講，其稱：
「勝利的首要時刻，也可能是失敗的開端。如果勝利者被傲慢吞噬，忘記了上天的恩典，那麼他將走向暴政。勝利不只是成就，而是一種責任。那些認為鬥爭已經結束、安逸時刻已經到來的人，是被幻想所欺騙的。敘利亞今天比以往任何時候都更需要我們的努力。正如我們曾決心解放她，現在我們必須致力於重建與發展她。」

## 批評
北部和東部敘利亞民主自治行政區（羅賈瓦）在一份官方聲明中強調，會議未邀請所有政治、革命或民間團體參與，因此稱之為「不完整」和「非法」，並認為只有通過召開一個包容性極高的全國大會，將各政治派別和地方勢力納入協商，才能找到解決敘利亞持續不穩定局勢的根本辦法。
聲明中批評部分與會者涉嫌對敘利亞人民犯下暴行，其中包括被指與暴力和殺戮行為相關的個別武裝領袖。羅賈瓦當局稱會議無法真正反映敘利亞多元社會的共同願景，並呼籲大馬士革當局修正此錯誤，應該團結來自各界的代表，共同召開一個全國性、包容性強的會議，以促成新憲法的起草以及未來議會和總統選舉的順利進行。聲明還警告說，煽動仇恨與分裂的言論只會損害社會和諧，並重申建立一個統一且民主的敘利亞必須讓所有聲音得到充分表達。